# Falstaff (film)
Falstaff (hiszp. Campanadas a medianoche, niem. Falstaff) – hiszpańsko-szwajcarski kostiumowy komediodramat z 1966 roku w reżyserii i według scenariusza Orsona Wellesa. Scenariusz powstał w oparciu o postać Falstaffa z dramatów Williama Szekspira i Holinshed’s Chronicles Raphaela Holinsheda. 
Fabuła koncentruje się na postaci sir Johna Falstaffa i niemal ojcowskiej relacji, która łączy go z księciem Halem. Ten drugi musi wybrać między lojalnością wobec swojego prawowitego ojca, króla Henryka IV, a Falstaffem.

## Obsada
- Orson Welles – sir John „Jack” Falstaff
- Keith Baxter – książę Hal
- Jan Gielgud – król Henryk IV
- Margaret Rutherford – pani Żwawińska, gospodyni Tawerny „Pod Głową Dzika”
- Jeanne Moreau – Doll Tearsheet
- Alan Webb – sędzia Płytek
- Walter Chiari – sędzia Silence
- Michael Aldridge – Pistol
- Tony Beckley – Ned Poins
- Charles Farrell – Bardolph
- Patrick Bedford – Nym
- José Nieto – hrabia Northumberland
- Keith Pyott – najwyższy sędzia
- Fernando Rey – hrabia Worcester
- Norman Rodway – Henry „Hotspur” Percy
- Marina Vlady – Kate Percy
- Andrew Faulds jako hrabia Westmorland
- Jeremy Rowe– książę Jan
- Beatrice Welles – paź Falstaffa
- Bruno Yasoni – paź Falstaffa
- Ingrid Pitt – kurtyzana
- Ralph Richardson – Narrator (głos)

## Produkcja
| „Grałem trzykrotnie rolę Falstaffa w teatrze, w różnych spektaklach. Wydaje mi się, że Falstaff jest raczej sprytny niż śmieszny, że jest człowiekiem mądrym niż klownem (...) To człowiek reprezentujący wartości, które zanikają. Prowadzi walkę już z góry skazaną na niepowodzenie. Nie szuka osobistych korzyści, Jego podstawową cnotą jest dobroć, a jego przywary są w końcu minimalne. (...) I chyba dlatego nie pociągała mnie komiczna strona tej postaci. Im dłużej grałem tę rolę, tym bardziej odczuwałem dobroć, czystość Falstaffa”.— Orson Welles |

Welles mówił, że sednem fabuły filmu była „zdrada przyjaźni”. W głównych rolach wystąpili Welles jako Falstaff, ⁣⁣⁣Keith Bax jako książę Hal, ⁣John Gielgud jako Henryk IV, a także między innymi Jeanne Moreau jako prostytutka Doll Tearsheet i Margaret Rutherford jako gospodyni Żwawińska. Scenariusz zawiera cytaty z pięciu sztuk Szekspira; przede wszystkim z Henryka IV części 1 i Henryka IV części 2, ale także Ryszarda II, Henryka V i Wesołych kumoszek z Windsoru. Narracja Ralpha Richardsona została zaczerpnięta z dzieł kronikarza Raphaela Holinsheda.
Welles wcześniej wystawił na Broadwayu adaptację dziewięciu sztuk Szekspira zatytułowanych Five Kings w 1939 roku. W 1960 wznowił ten projekt w Irlandii jako Chimes at Midnight, który był jego ostatnim występem na scenie. Żadna z tych sztuk nie odniosła sukcesu, ale Welles uznał, że przedstawienie Falstaffa jest jego życiową ambicją i przekształcił projekt w film. Aby uzyskać początkowe finansowanie, Welles skłamał producentowi Emilianowi Piedrze, że zamierza zrobić wersję Wyspy skarbów, a utrzymanie produkcji było nieustanną walką. Welles nakręcił Falstaffa w całej Hiszpanii w latach 1964-1965.

## Zdjęcia
Chociaż akcja filmu rozgrywa się w Anglii, zdjęcia kręcono wyłącznie na terenie Hiszpanii w następujących lokalizacjach:
- Kraj Basków (Gipuzkoa - początkowe sceny na śniegu);
- Madryt (m.in. park Casa de Campo, wnętrza tawerny Boar's Head);
- Katalonia (zamek w Cardonie);
- Kastylia i León (Ávila - mury miejskie udające obwarowania dawnego Londynu; Soria, Pedraza, Calatañazor)[10].

## Premiera
Falstaff miał swoją premierę na 19. MFF w Cannes w 1966 roku, zdobywając tam nagrodę FIPRESCI.
Polska premiera odbyła się w maju 1968. Film był wyświetlany w polskich kinach wraz z dokumentem Blisko lasu Barbary Sokolenko produkcji WF „Czołówka” z 1967 roku.

## Odbiór
Premiera spotkała się z pozytywnym przyjęciem publiczności na Festiwalu Filmowym w Cannes w 1966 roku. Jednak po nieprzychylnej wcześniejszej recenzji krytyka New York Timesa, Bosleya Crowthera, amerykański dystrybutor Harry Saltzman zdecydował się nadać filmowi niewielki rozgłos i minimalną dystrybucję, kiedy został wydany w Stanach Zjednoczonych w następnym roku jako Chimes at Midnight.
Maria Oleksiewicz na łamach „Filmu” dała pozytywną recenzję. Stwierdziła, że tak jak Luis Buñuel Welles jest przykładem „wyklętego artysty”, który zmuszony jest marnotrawić swój talent w tanich europejskich filmach, lecz Falstaffem udowadnia, że „w każdej chwili jest gotowy do lotu”. Chwaliła Wellesa za to, że przedstawił Falstaffa nie jako komediową postać „kogoś w rodzaju naszego pana Zagłoby” , a zawarł  „wszystko, co ukochał, suma jego miłości”.
Początkowo odrzucany przez większość krytyków filmowych, Falstaff jest obecnie uznawany za jedno z największych osiągnięć Wellesa, a sam Welles nazwał go swoim najlepszym i „najsmutniejszym” dziełem. Welles czuł silny związek z postacią Falstaffa. Niektórzy filmoznawcy i współpracownicy Wellesa dokonali porównań między Falstaffem i Wellesem, podczas gdy inni widzą podobieństwo między Falstaffem i ojcem Wellesa.

## Reedycje
Spory o własność Falstaff do niedawna utrudniały legalne oglądanie filmu. Został wydany w Wielkiej Brytanii na DVD i Blu-ray w 2015 roku. Odrestaurowana wersja wydana przez Janus Films i The Criterion Collection została pokazana w Nowym Jorku na początku stycznia 2016. The Criterion Collection wydała film na Blu-ray i DVD 30 sierpnia 2016 roku.